# Movita Castaneda
Maria »Movita« Castaneda, ameriška filmska in televizijska igralka, * 4. december 1917, Nogales, Arizona, Združene države Amerike, † 12. februar 2015, Los Angeles, Kalifornija, ZDA.
Castaneda je bolj kot po svojem igralskem delu poznana kot druga žena igralca Marlona Branda. V svojih najslavnejših filmih je igrala vloge eksotičnih žensk ali pevk, kot v filmih Flying Down to Rio (1933) in Upor na ladji Bounty (1935). Njena otroka sta Miko Castaneda Brando (rojen 1961) in Rebecca Brando Kotlizky (rojena 1966).

## Življenje in delo
Movita ima mehiške korenine in se je rodila v Nogalesu, Arizona. Na svet je mehiško-albanskim staršem privekala na vlaku iz Mehike v Arizono. Svojo igralsko kariero je pričela kot pevka karaok v filmu Flying Down to Rio (1933), v katerem je prvič skupaj nastopil slavni plesni dvojec Ginger Rogers in Fred Astaire. Odtlej je nadaljevala z vlogami eksotičnih žensk v ameriških in španskih filmih 30. let, njena najvidnejša vloga pa je bila vloga Tahitijke Tehani v filmu Upor na ladji Bounty. Poleg nje sta v filmu zaigrala še Clark Gable in Franchot Tone. Zatem je sodelovala tudi pri projektih Rose of the Rio Grande (1938), Wolf Call (1939) in The Girl from Rio (1939). V prvih dveh filmih se je na platnu pojavila ob Johnu Carrollu, v zadnjem pa ob Warrenu Hullu. Svoje je prispevala tudi k britanskemu trilerju Tower of Terror (1941), v katerem sta zaigrala Wilfrid Lawson in Michael Rennie. Po večletnem igralskem premoru je na platna stopila kot kuharica Henryja Fonde v filmu Fort Apache (1948), zatem je skupaj s Timom Holtom sodelovala pri dveh vesternih: The Mysterious Desperado (1949) in Saddle Legion (1951).
V zgodnjih 40. letih se je Movita poročila z irskim boksarjem, pevcem in igralcem Jackom Doylom. Doyle je bil znan po rednih izginotjih, vselej povezanih z alkoholom, in je tudi več pomembnih dvobojev v svoji karieri izgubil v pijanem stanju. Njun zakon ni trajal dolgo.
Potem ko se je Movita pojavila še v nekaj vesternih in sprejela nekaj televizijskih vlog, se je ob koncu 50. let spoznala z Marlonom Brandom, ki je se ravno tedaj razšel z Anno Kashfi. Med njima je vzniknila zveza in rodila sta se jima dva otroka, Miko in Rebecca. Brando je leta 1962 nastopil v predelavi legendarnega upora, v filmu Upor na ladji Bounty je odigral Fletcherja Christiana. Zanimivo je, da je pri filmu spoznal Tarito Teriipia, ki je nastopila v vlogi tahitijske žene Maimiti. Eno od glavnih dveh ženskih tahitijskih vlog je 27 let poprej odigrala prav Movita. Brando se je nato zapletel v zvezo s Teriipio, ki mu je enako kot Movita povila dva otroka.
Movitina kariera je v 60. in 70. letih povsem upadla. Leta 1977 je še sprejela manjšo televizijsko vlogo v Panic in Echo Park, od oktobra 1987 do maja 1989 pa je bila zaposlena s svojo zadnjo pomembnejšo vlogo, vlogo Ane v 17 epizodah serije Knots Landing.

## Filmografija
| - El Dios del Mar (1930) - Flying Down to Rio (1933), pevka karaok - La Buenaventura (1934) - El Escándalo (1934) - Tres Amores (1934), Doris - Senora casada necesita marido (1935), Doncella - Upor na ladji Bounty (1935), Tehani - El Diablo del Mar (1935), Maya - Captain Calamity (1936), Annana - El Capitan Tormenta (1936), Anyana - Paradise Isle (1937), Ida - The Hurricane (1937), Arai - La madrina del diablo (1937) - Rose of the Rio Grande (1938), Rosita del Torre - Wolf Call (1939), Towana - The Girl from Rio (1939), Marquita Romero - Tower of Terror (1941), Marie Durand - Fort Apache (1948), kuharica Guadalupe - The Mysterious Desperado (1949), Luisa | - Red Light (1949), Trina - Wagon Master (1950), mlada Navajo Indijanka - Federal Man (1950), Lolita Martinez/Montez - The Furies (1950), Chiquita - The Petty Girl (1950), Carmelita Moray - Kim (1950), ženska z dojenčkom - Soldiers Three (1951), ženska v kabaretu - Saddle Legion (1951), Mercedes - The Adventures of Kit Carson (1951), Anita (1 epizoda) - Wild Horse Ambush (1952), Lita Espinosa - Dream Wife (1953), Rima - Ride, Vaquero! (1953), Hussy - Apache Ambush (1955), Rosita - G.E. True Theater (1956), Tula (1 epizoda) - Conflict (1956), gospa Hernandez (1 epizoda) - Cool and Lam (1958), Carmen - Panic in Echo Park (1977) - Knots Landing (1987–1989), Ana (17 epizod) |